# ماساناو تاكاهاشي
ماساناو تاكاهاشي (باليابانية: 高橋正直) هو فارس ‏ ياباني، ولد في 18 يناير 1982.

## وصلات خارجية
- ماساناو تاكاهاشي على موقع الاتحاد الدولي للفروسية (الإنجليزية)
- ماساناو تاكاهاشي على موقع FEI (رابط بديل) (الإنجليزية)
- ماساناو تاكاهاشي على موقع أوليمبيديا (الإنجليزية)